# Puy-l'Évêque
Puy-l'Évêque è un comune francese di 2 203 abitanti situato nel dipartimento del Lot nella regione dell'Occitania.

## Società

### Evoluzione demografica
Abitanti censiti